# Список депутатов Верховного Совета БАССР 2-го созыва
Депутаты Верховного Совета БАССР второго созыва  — первые послевоенные выборы республиканских депутатов. Всего было избрано 155 депутатов.

## История
Следующие выборы в районный и сельские Советы должны были пройти в 1942 году, в связи с военным положением отложены на год с соответствующим продлением полномочий Советов (Указ Президиума Верховного Совета БАССР от 22 декабря 1941 года). Были продлены и полномочия депутатов Верховных Советов СССР, РСФСР и БАССР. Вторые выборы в Верховный Совет СССР проведены 10 февраля 1946 года, в Верховные Советы РСФСР и БАССР — 9 февраля 1947 года.
Верховный Совет Башкирской АССР был образован согласно Конституции БАССР 1937 года. Верховный Совет Башкирской АССР является высшим органом государственной власти в Башкирской АССР, правомочным решать все вопросы, отнесенные Конституцией СССР, Конституцией РСФСР и Конституцией Башкирской АССР к ведению Башкирской АССР. Деятельность Верховного Совета Башкирской АССР основывается на коллективном, свободном, деловом обсуждении и решении вопросов, гласности, регулярной отчетности перед Верховным Советом Башкирской АССР создаваемых им органов, широком привлечении граждан к управлению государственными и общественными делами, постоянном учете общественного мнения.
Осуществление Верховным Советом Башкирской АССР своих полномочий строится на основе активного участия в его работе каждого депутата Верховного Совета Башкирской АССР. Депутат осуществляет свои полномочия, не порывая с производственной или служебной деятельностью.
До 1970-х годов Верховный Совет Башкирской АССР размещался по адресу: БАССР, г. Уфа, ул. Пушкина, д. 106.
Список депутатов Верховного Совета БАССР второго созыва:
- Кадыров, Имам-Галий Галимович, Председатель Верховного Совета БАССР, Аксаковский округ № 3, г. Уфа
- Соков, Дмитрий Васильевич, заместитель Председателя Верховного Совета БАССР, Аделькинский округ № 68, Белебеевский район
- Баянова, Фагима Насибуллиновна, заместитель Председателя Верховного Совета БАССР, Резяповский округ № 102, Чекмагушевский район
- Абдуллин, Ахмет Гатауллович, Яркеевский округ № 122, Илишевский район
- Авзянов, Сибагат Хасанович, Чуюнчинский округ № 75, Давлекановский район
- Авхатов, Гайзи Авхатович, Осиновский округ № 115, Бирский район
- Агапитов, Иван Михайлович, Авзянский округ № 30, Белорецкий район
- Алатырцев, Алексей Иванович, Бижбулякский округ № 64, Бижбулякский район
- Аллаяров, Хакимьян Аллаярович, Кигинский округ № 148, Кигинский район
- Алибаев, Сагид Рахматович, Андреевский округ № 121, Илишевский район
- Андриянова, Екатерина Федоровна, Куручевский округ № 99, Бакалинский район
- Азнабаева, Гайникамал Хисамовна, Мраковский округ № 35, Кугарчинский район
- Аитов, Мурза Абдрахманович, Зирганский округ № 40, Мелеузовский район
- Антипина Татьяна Павловна, Орловский округ № 109, Благовещенский район
- Ахмеров, Биктимир Галиуллович, Ишлинский округ № 78, Бузовьязовский район
- Ахметов, Хайрулла Нургалеевич, Макаровский округ № 54, Макаровский район
- Ахметова, Сулу Ахметовна, Фрунзенский округ № 7, г. Уфа
- Бабенко, Дмитрий Иванович, Улу-Телякский округ № 113, Улу-Телякский район
- Баймухаметов, Сагидъян Баймухаметович, Урмиязовский округ № 140, Аскинский район
- Бердин, Галей Иркабаевич, Салиховский округ № 55, Макаровский район
- Баранов, Ефрем Харитонович, Нижне-Троицкий округ № 95, Туймазинский район
- Басырова, Фатыма Мухтасиповна, Ждановский округ № 2, г. Уфа
- Батырова, Банат Хайрулловна, Кулляровский округ № 80, Кармаскалинский район
- Берия Лаврентий Павлович, Промысловый округ № 43, г. Ишимбай
- Бикбов, Сарвай Шайбакович, Старо-Базановский округ № 116, Бирский район
- Биктимиров, Ахат Нуритдинович, Тубинский округ № 23, Баймакский район
- Богданович Виктор Францевич, Чишминский округ № 86, Чишминский район
- Буянова, Клавдия Николаевна, Шаранский округ № 98, Шаранский район
- Вагапов, Сабир Ахмедьянович, Баймакский округ № 22, Баймакский район
- Вагапова, Халима Мужауровна, Учалинский округ № 19, Учалинский район
- Валеева, Бану Нургалеевна, Кировский округ № 9, г. Уфа
- Валеева, Захира Хайбрахмановна, Тукмаклинский округ № 107, Кушнаренковский район
- Валеев, Галиулла Валеевич, Наурузовский округ № 20, Учалинский район
- Валеев, Фахри Шамсутдинович, Юмагузинский округ № 36, Юмагузинский район
- Вальшин, Мухит Гарифович, Балтачевский округ № 135, Балтачевский район
- Вахитова, Багия Вахитовна, Салаватский округ № 150, Салаватский район
- Веретенников, Александр Павлович, Янаульский округ № 127, Янаульский район
- Вильданова, Минзифа Минирахимовна, Стерлибашевский округ № 46, Стерлибашевский район
- Вострецова, Калиста Александровна, Аскинский округ № 139, Аскинский район
- Вялова, Нина Семеновна, Дмитриевский округ № 16, Уфимский район
- Гайнетдинова, Мунира Зайнетдиновна, Караидельский округ № 143, Караидельский район
- Галиев, Галиян Шайхетдинович, Байкибашевский округ № 141, Байкибашевский район
- Галикеев, Тимергалей Хуснуриалович, Мечетлинский округ № 146, Мечетлинский район
- Галимов, Давлет Галимович, Альшеевский округ № 71, Альшеевский район
- Галина Разия Галинуровна, Ново-Кизгановский округ № 132, Бураевский район
- Гареева, Макнуня Фатихъяновна, Курдымский округ № 137, Татышлинский район
- Гареев, Нургалей Миннигалеевич, Янгизкаиновский округ № 58, Гафурийский район
- Гареев, Файзыр Давлетгареевич, Мишкинский округ № 134, Мишкинский район
- Гатауллин, Шаих Мурзинович, Исянгуловский округ № 34, Зиянчуринский район
- Гашев, Андрей Дмитриевич, Инзерский округ № 82, Архангельский район
- Гизатуллина Гаян Зинатовна, Архангельский округ № 81, Архангельский район
- Гиниатуллин, Халим Халиуллич, Баишевский округ № 119, Дюртюлинский район
- Гирфанов, Ахмет Ульданович, Араслановский округ № 47, Стерлибашевский район
- Горшков, Георгий Иванович, Молотовский округ № 4, г. Уфа
- Гумерова, Асма Шакирьяновна, Ангасякский округ № 118, Дюртюлинский район
- Давлетбаев, Давлеткул Давлетбаевич, Ново-Троицкий округ № 87, Чишминский район
- Денисов, Алексей Алексеевич, Пугачевский округ № 45, Федоровский район
- Джегутанов, Корней Шахимович, Ишимбайский округ № 42, г. Ишимбай
- Якимов, Владимир Николаевич, Ишимбайский округ № 42, г. Ишимбай
- Долганов, Илья Борисович, Дюртюлинский округ № 117, Дюртюлинский район
- Должных Вениамин, Николаевич, Нагаевский округ № 17, Уфимский район
- Емельянов, Григорий Гаврилович, Верхне-Кульчумский округ № 66, Ермекеевский район
- Еркеев, Идиатша Ахметшович, Поляковский округ № 18, Учалинский район
- Жданов, Андрей Александрович, Первомайский округ № 48, г. Стерлитамак
- Заманова, Гадия Ергизовна, Талбазинский округ № 61, Аургазинский район
- Зарипова, Миниямал Сагадаткиреевна, Миякинский округ № 63, Миякинский район
- Ибрагимов, Рахим Киреевич, Абзановский округ № 33, Абзановский район
- Иванов, Леонид Александрович, Нуримановский округ № 112, Нуримановский район
- Кадыров, Имам-Галий Галимович, Аксаковский округ № 3, г. Уфа
- Кадыров, Сабир Рахимович, Татышлинский округ № 138, Татышлинский район
- Казикаев, Мубарак Нигматович, Николо-Березовский округ № 123, Краснокамский район
- Камаев, Яманай Камаевич, Чураевский округ № 133, Мишкинский район
- Караваев, Дмитрий Михайлович, Белокатайский округ № 147, Белокатайский район
- Каримов, Хайруш Ямалетдинович, Ямадинский округ № 129, Янаульский район
- Каримов, Хаким Газизович, Каинлыковский округ № 130, Бураевский район
- Касимов, Дмитрий Васильевич, Зилим-Карановский округ № 57, Гафурийский район
- Коряков, Георгий Владимирович, Месягутовский округ № 145, Дуванский район
- Кравцов, Антон Васильевич, Демский округ № 10, г. Уфа
- Красулина Анна Михайловна, Красноусольский округ № 56, Гафурийский район
- Крупеня Василий Никитич, Талалаевский округ № 53, Стерлитамакский район
- Крюков, Иван Васильевич, Заводской округ № 15, г. Черниковск
- Кудашев, Сайфи Фаттахович, Шингак-Кульский округ № 88, Чишминский район
- Кузыев, Рамазан Усманович, Хайбуллинский округ № 25, Хайбуллинский район
- Курбангулов, Хаби Лукманович, Чекмагушевский округ № 104, Чекмагушевский район
- Лаврентьев, Петр Денисович, Моторный округ № 14, г. Черниковск
- Лаврентьев, Сергей Алексеевич, Железнодорожный округ № 49, г. Стерлитамак
- Липатов, Иван Анисимович, Кипчак-Аскаровский округ № 73, Альшеевский район
- Лукманов, Сабир Закирзянович, Услинский округ № 52, Стерлитамакский район
- Масленников, Антип Федорович, Давлекановский округ № 76, Давлекановский район
- Махиянов, Зиннат Махиянович, Кушнаренковский округ № 105, Кушнаренковский район
- Махмутзянова, Байна Махмутзяновна, Рсаевский округ № 120, Илишевский район
- Микоян Анастас Иванович, Лесозаводской округ № 1, г. Уфа
- Михайлова, Мария Тимофеевна, Шафрановский округ № 72, Альшеевский район
- Молотов, Вячеслав Михайлович, Крекингский округ № 12, г. Черниковск
- Мубаряков, Араслан Кутлиахметович, Насибашевский округ № 149, Салаватский район
- Музипов, Файзулла Мухаметович, Кузеевский округ № 91, Буздякский район
- Мурсалимова, Миннихаят Габидулловна, Федоровский округ № 44, Федоровский район
- Мурзаханов, Зуфар Шайгарданович, Заводской округ № 50, г. Стерлитамак
- Набатов, Александр Аркадьевич, Ивано-Казанский округ № 84, Иглинский район
- Назаров, Михаил Семенович, Октябрьский округ № 8, г. Уфа
- Насыров, Шакир Латыпович, Тавтимановский округ № 85, Иглинский район
- Нигмаджанов, Гильман Вильданович, Матраевский округ № 24, Матраевский район
- Николаева, Елизавета Евменьевна, Бирский округ № 114, Бирский район
- Нифантов, Иван Перфирьевич, Туймазинский округ № 94, Туймазинский район
- Нуриев, Зия Нуриевич, Бураевский округ № 131, Бураевский район
- Осипов, Сергей Михайлович, Зилаирский округ № 32, Зилаирский район
- Павлов, Федор Максимович, Ленинский округ № 74, Давлекановский район
- Пацурия Шалва Мелитонович, Цэсовский округ № 13, г. Черниковск
- Петрова, Ольга Андриановна, Краснохолмский округ № 126, Калтасинский район
- Плохов, Василий Николаевич, Советский округ № 26, г. Белорецк
- Поликарпова, Нина Ивановна, Черниковский округ № 11, г. Черниковск
- Поскребышев, Александр Николаевич, Белебеевский округ № 69, Белебеевский район
- Рафиков, Габбас Габдрафикович, Кармаскалинский округ № 79, Кармаскалинский район
- Сарычев, Николай Николаевич, Октябрьский округ № 96, г. Октябрьский
- Сахаутдинова, Мастюра Низамовна, Ермекеевский округ № 67, Ермекеевский район
- Саяпов, Тимир Шаймухаметович, Бишкаиновский округ № 59, Аургазинский район
- Серов, Яков, Алексеевич, Володарский округ № 5, г. Уфа
- Сливнев, Петр Владимирович, Шарыповский округ № 106, Кушнаренковский район
- Смирнова, Валентина Алексеевна, Дуванский округ № 144, Дуванский район
- Смирнов, Павел Иванович, Воскресенский округ № 41, Воскресенский район
- Смирнов, Павел Михайлович, Отрадинский округ № 37, Куюргазинский район
- Сталин, Иосиф Виссарионович, Ленинский округ № 6, г. Уфа
- Сутягин, Петр Александрович, Покровский округ № 110, Покровский район
- Тайчинов, Ахкям Гафурбаевич, Турсагалинский округ № 60, Аургазинский район
- Трофимук Андрей Алексеевич, Кандринский округ № 93, Кандринский район
- Тюнин, Сократ Николаевич, Тирлянский округ № 28, г. Белорецк
- Улин, Василий Иванович, Благовещенский округ № 108, Благовещенский район
- Уразбаев, Насыр Рафикович, Бурзянский округ № 31, Бурзянский район
- Усманов, Абубакир Нуриянович, Бакалинский округ № 100, Бакалинский район
- Усманов, Юсуф Абдрахманович, Языковский округ № 89, Благоварский район
- Утяшев, Сафи Файзуллович, Агардинский округ № 90, Благоварский район
- Файзуллин, Харрас Мавлетбаевич, Бузовьязовский округ № 77, Бузовьязовский район
- Файзуллина Фатиха Файзулловна, Бадряшевский округ № 128, Янаульский район
- Фаррахов, Бадретдин, Фаррахович, Ново-Актанышбашевский округ № 124, Краснокамский район
- Фаттахов, Ибрагим Исламович, Кельтеевский округ № 125, Калтасинский район
- Фролов, Сергей Андреевич, Мелеузовский округ № 39, Мелеузовский район
- Хакимова, Гульчира Исламгалеевна, Буздякский округ № 92, Буздякский район
- Халезова, Евфросинья Ивановна, Иглинский округ № 83, Иглинский район
- Ханнанов, Гарей Абдрахманович, Зириклинский округ № 97, Шаранский район
- Чуманов, Петр Григорьевич, Бузюровский округ № 101, Бакалинский район
- Шайхетдинова, Фатыма Фахргаллямовна, Абзелиловский округ № 21, Абзелиловский район
- Шайхутдинов, Гимай Фасхутдинович, Ново-Кулевский округ № 111, Нуримановский район
- Шангареев, Хаким Шангареевич, Кундашлинский округ № 136, Балтачевский район
- Шафикова, Марьям Зарифовна, Усень-Ивановский округ № 70, Белебеевский район
- Шафиков, Габбас Фатхрахманович, Ермолаевский округ № 38, Куюргазинский район
- Юлборисов, Гани Аитбаевич, Калмашевский округ № 103, Чекмагушевский район
- Юсупова, Гамбар Хайрисламовна, Мрясимовский округ № 142, Байкибашевский район
- Юсупова, Фатыма Мифтахутдиновна, Преображенский округ № 51, Стерлитамакский район
- Яковлева, Елизавета Ивановна, Менеуз-Московский округ № 65, Бижбулякский район
- Якупова, Гафифа Ибрагимовна, Заводской округ № 27, г. Белорецк
- Ямалетдинов, Шагий Ямалетдинович, Инзерский округ № 29, Белорецкий район
- Янгиров, Марван Янгирович, Богдановский округ № 62, Миякинский район
- Деньмухаметов, Муллагали Арсланович, Шафрановский округ № 72
- Загафуранов, Файзрахман Загафуранович, Дюртюлинский избирательный округ № 117
- Кошелев, Алексей Львович, Первомайский избирательный округ № 46